# 小野文惠
小野 文惠（おの ふみえ、1968年4月18日 - ）は、NHKのエグゼクティブアナウンサー、司会者。
2001年から2003年まで『NHK紅白歌合戦』ラジオ中継を担当し。2004年には『第55回NHK紅白歌合戦』の紅組司会を、2008年には『第59回NHK紅白歌合戦』総合司会役を務めた。（紅組司会と総合司会の両方を務めた人物は宮田輝以来2人目で、女性では初めて）
なお名前の最後の字は「惠」が本来の表記であるが、新字体の「恵」と表記されていることも多い。

## 来歴
広島大学附属福山高校、東京大学文学部を卒業。
1992年、NHKに入局。
山口放送局時代
山口放送局ではニュース番組などを担当したほか、高校野球の地区予選も実況した。初任地での在籍期間は当時としては異例の長期間となる5年間に及び、1993年2月にはテレビ放送開始40周年番組『テレビ40年の自画像 ブラウン管・その可能性に挑んだ日々』の司会に起用され、全国放送への出演も経験した。
放送センター・日本語センター時代
1997年に東京アナウンス室に異動、山本志保の後任として『ためしてガッテン』の司会に起用される。その後スタートした『鶴瓶の家族に乾杯』『土曜スタジオパーク』の司会も担当。『ためしてガッテン』（リニューアル後『ガッテン！』）の司会役では、知的なだけでなく、持ち前のキャラクターで視聴者に親近感を感じさせ、視聴者を和ませる役割も果たし、同番組は27年の長寿番組となり2022年2月まで続いた。
2001年 - 2003年に『NHK紅白歌合戦』ラジオ中継を担当し、2004年には『第55回NHK紅白歌合戦』の紅組司会、2008年には『第59回NHK紅白歌合戦』総合司会役を務めた（紅組司会と総合司会の両方を務めた人物は宮田輝以来2人目で、女性では初めて）。ただし肩書きは総合司会であったが、実際は単なるヘリコプター中継のリポーターだった。
2006年度のゆうもあ大賞を受賞した。
2007年夏に日本語センターに出向となったが、担当番組にはそのまま引き続き出演（2010年末に『土曜スタジオパーク』を降板するまでは担当したレギュラー番組から異動したことが1度もなかった）。
2011年1月から『ニュース 深読み』（4月に『週刊ニュース深読み』に改題）のメインキャスターに起用された。これが東京で担当した報道系の番組としては、実質上の最初のものとなった（異動直後の単発の5分間のラジオニュースは例外）。本人いわく「（自分に）貫禄が付くまでニュースを読まないって決めていた」という。
2020年6月18日に発表された同年8月3日付けの人事異動で、エグゼクティブアナウンサー（局次長級）に昇格することが報じられた。
広島放送局時代
NHKが経営の重点事項に挙げている「地域放送の強化」の一環で、出身の広島県にある広島放送局へ2022年の春に異動。25年ぶりの地方勤務となった。異動後は、中国地方・広島県内向けの番組を主に担当している。その一方で、同年から広島平和記念式典テレビ中継（全国放送）の進行役を任されているほか、『鶴瓶の家族に乾杯』や『今夜も生でさだまさし』への出演も続けている。

## 逸話、私生活
- 山口放送局では夕方の報道番組も担当し、20%超えの高視聴率を獲得していたが、自分でもその好調ぶりを不思議に思い、本人が視聴者に尋ねたところ「あんた（小野）があまりにたどたどしくて、恐ろしくて、目が離せないんだ」と言われたという[3][7]。
- 山口放送局では高校野球の地区予選も実況したが、あまりにも稚拙[8]で、後に『スタジオパークからこんにちは』で当時のVTRが紹介された。
- 初任地が山口放送局であった縁で、山口県から「ふるさと大使」に任命されている[9]。
- 結婚したのは山口放送局時代に同僚アナウンサーとだが、東京への異動前に離婚。小野が第55回NHK紅白歌合戦の紅組司会に決まった直後に「挙式後に夫が異動したためすれ違ってしまい、婚姻の届出をしない事実婚だった」と週刊ポストが報じている。小野と同時期に山口放送局にいた元NHK記者の相澤冬樹によれば、当時の山口放送局はアナウンサー・ディレクター・カメラマン・記者・技術スタッフ等職種に関係なく仲が良く、小野は「友達だったのに勘違いして結婚しちゃったんですよねえ」と振り返っており、その時の相手の男性元アナとは離婚後も相澤らを交えて一緒に飲みに出かけるような友人関係（相澤いわく「不思議な関係」）が続いているとのこと[7]。
- 小野の婚姻（再婚）を2012年9月に複数のメディアが報じた[10]。また、テレビ情報誌『NHKウイークリーステラ』（NHKサービスセンター発行）のアナウンサーコラム（2013年1月11日号）で小野自身が夫との共通の趣味について書き記している。なお、サンケイスポーツ[11]や日刊ゲンダイ[12]は、小野の夫（結婚相手）が『翔ぶが如く』や『坂の上の雲』を手がけたNHK編成局編成センター長の菅康弘であると伝えている[13]。

## 担当番組
番組名の太字は担当中

### テレビ

#### 山口放送局時代（1992年度 - 1996年度）
- 山口のニュース・気象情報等
- テレビ40年の自画像 ブラウン管・その可能性に挑んだ日々（1993年2月1日）[1]
- イブニングネットワークやまぐち（1996年度、キャスター）

#### 放送センター・日本語センター時代（1997年度 - 2021年度）
- ためしてガッテン（1997年4月2日 - 2016年3月16日、司会）、ガッテン!（2016年4月13日 - 2022年2月2日、司会）
- 鶴瓶の家族に乾杯（1998年6月20日 - 。広島放送局に異動後も引き続き出演）
- 土曜スタジオパーク（2000年4月1日 - 2010年12月25日、司会）
- 週刊ニュース深読み（2011年1月15日 - 2017年4月1日、メインキャスター） - 最初の3カ月間は「ニュース 深読み」として放送
- 今夜も生でさだまさし - 元日のスペシャル版には2007年以降毎年出演しており、準レギュラーともいえる（構成作家が『鶴瓶の家族に乾杯』と同じ井上知幸）。原則として、東京からの放送と新年の放送に出演。広島放送局に異動後も新年の放送と東京からの放送に出演するほか、それ以外の回にも出演の実績あり。
  - 今夜も生でさだまさし〜いつでも夢を!今夜は生で音楽会〜（つなぎのコーナー進行）
- サラリーマンNEO（2007年8月7日、Season2 - 15「会社の王国」のコントに「小野寺」役で出演）
- 山田洋次監督が選んだ日本の名作100本〜喜劇編〜（2012年4月3日 - 2013年3月5日、解説）
- 亀田音楽専門学校（2013年1月3日・4日、10月3日 - 12月19日、助手）
- 連続テレビ小説『わろてんか』（2017年10月2日 - 2018年3月31日、ナレーション）
- NHKスペシャル「祖父が見た戦場～ルソン島の戦い 20万人の最期～」（2018年8月11日） - 出演・取材・ナレーション：小野文惠、母・公子も出演

その他、単発情報・教養バラエティ番組の進行役を数多くこなし、NHKワールド・プレミアム向けの2011年度開始の番組案内スポットも務める。

#### 広島放送局時代（2022年度 - ）
- コネクト（中国地方ブロックネットまたは広島県ローカル）（2022年4月8日 - 。キャスター）
  - 『みんなのカープ 県民大会議』として2部構成で放送する場合は原則として出演していない（2023年10月13日は谷原章介・うえむらちか・山根良顕・大野豊・小早川毅彦・安倍昌彦が出演）が、2023年は同日の『お好み845』を担当し、最後に第2部の告知をしていた。
- お好みワイドひろしま（広島県ローカル）（2022年4月 - 。番組内コーナーを不定期で担当）
- ニュース・気象情報（広島県、中国地方）[14]
- お好み845（広島県ローカル。月 - 金曜 20:45 - 21:00。夜勤シフト時に担当）[15]
- お好みサタデー（広島県ローカル。土曜 18:45 - 18:59。日勤シフト時に担当）
- お好みサンデー（広島県ローカル。日曜 18:45 - 18:59。日勤シフト時に担当）
- お好みホリデー（広島県ローカル。祝日の月曜 - 金曜 18:45 - 18:59。日勤シフト時に担当）
- NHKニュースおはようちゅうごく（中国地方ローカル。前日からの夜勤シフト時の土曜・日曜や『おはようひろしま』の代理出演時に担当）
- Yスペ -YAMAGUCHI SPECIAL-（NHK山口放送局制作。広島局との共同制作となった2023年4月14日放送の『インタビューここから 映画監督 山田洋次』でナレーション・インタビュー・取材を担当、2023年4月29日には広島局送出の中国地方ブロックネットで11:45 - 11:42に改めて放送。山口局のみ再放送扱い）
- 広島平和記念式典（広島市原爆死没者慰霊式並びに平和祈念式）進行
  - 令和4年（2022年8月6日）[16][17]
  - 令和5年（2023年8月6日）[18][19]
  - 令和6年（2024年8月6日）
- おはよう山陰 キャスター、島根県内のニュース・気象情報（松江放送局への応援）（2023年9月21日 - 22日、2025年2月14日）
  - 2023年9月21日及び2025年2月14日の12時台のニュースは、『列島ニュース』で全国に放送された。
- おはようひろしま（NHKニュースおはようちゅうごく）平日代理キャスター（2023年10月23日、2024年5月1日）
- お好みワイドひろしま代理キャスター（2024年8月14・15日）

### ラジオ

#### 東京アナウンス室・日本語センター・ラジオセンター時代
- 高橋源一郎の飛ぶ教室（2020年4月 - 2022年3月。東京アナウンス室時代）

## 同期
- 伊藤由紀子、大橋信之、緒方啓三、小笹俊一、加藤謙介、栗田勇人、里匠、三瓶宏志、鈴木理司、高井真理子、高鍬亮、田中秀喜、田淵雅俊、出山知樹、所浩英、鳥海貴樹、中尾晃一郎、中村豊、荷方賢治、野村優夫、福田光男、藤本憲司、堀井洋一、真下貴、本沢一郎、八尋隆蔵、山本美希[20]。